# Liste des partis politiques en Bulgarie

## Partis actuels
- Partis représentés à l'Assemblée nationale lors des élections législatives de 2021 :
- Citoyens pour le développement européen de la Bulgarie (GERB), parti de centre droit. L'Union des forces démocratiques s'est allié avec lui lors de ces élections
- Il y a un tel peuple
- BSP pour la Bulgarie : coalition de gauche fondée autour du Parti socialiste bulgare, regroupe notamment le Parti des sociaux-démocrates bulgares, l'Union agraire « Alexandre Stambolijski », l'Union civile « Rom », le Mouvement pour l'Humanisme social et le Parti communiste de Bulgarie.
- Mouvement des droits et des libertés, parti représentant la minorité turque.
- Bulgarie démocratique, union regroupant 3 partis politiques : Oui, Bulgarie !, Démocrates pour une Bulgarie forte et le Mouvement vert (précédemment Les Verts)
- Debout ! Mafia dehors !

- Autres partis :
- Mouvement Bulgarie pour les citoyens,
- Parti national « Liberté et Dignité »
- Union nationale agraire bulgare
- Alternative pour la renaissance bulgare
- Bloc uni du travail
- Bulgarie sans censure
- Club politique Ekoglasnost
- Club politique Trakiya
- Euroroma
- Front national pour le salut de la Bulgarie
- Gauche bulgare
- Mouvement national pour la stabilité et le progrès
- Mouvement politique « Sociaux-démocrates »
- OMO Ilinden - Pirin
- Ordre, loi et justice
- Parti démocrate
- Parti national-démocrate
- Parti vert
- Renaissance
- Social-démocratie bulgare
- Temps nouveaux
- Union populaire agrarienne
- Union nationale Attaque
- VMRO - Mouvement national bulgare
- Volia, parti populiste et russophile

## Anciens partis
Avant 1989 
- Mouvement social national (1932-?)
- Organisation révolutionnaire intérieure macédonienne (unie) (1925-1936)
- Parti social-démocrate ouvrier bulgare (1894-1903)
- Parti communiste bulgare fondé en 1903 en tant que Parti social-démocrate et travailliste de Bulgarie (issu du précédent), parti unique pendant la république populaire de Bulgarie, se transforme en 1990 en Parti socialiste bulgare.
- Zveno (1927-1949)

Depuis 1989
- Coalition bleue (2009-2012), regroupait notamment les Démocrates pour une Bulgarie forte et l'Union des forces démocratiques.
- Euro-gauche bulgare (1998-2003), ancêtre de Social-démocratie bulgare
- Forces démocratiques unies (1996-2009), coalition formée autour de l'Union des forces démocratiques.
- Plateforme des socialistes européens, coalition formée pour le Parti socialiste bulgare et le Mouvement pour l'Humanisme social pour les élections européennes de 2007, les autres membres de la Coalition pour la Bulgarie concourant séparément.
- Union populaire (1994-2004), regroupait notamment le Parti démocrate et l'Union populaire agrarienne.
- Bloc réformateur : (2013-2017), coalition de droite qui regroupait les Démocrates pour une Bulgarie forte, le Mouvement Bulgarie pour les citoyens, l'Union des forces démocratiques et le Parti national « Liberté et Dignité »
- Patriotes unis (2016-2021), coalition d'extrême-droite regroupant le Front national pour le salut de la Bulgarie et le VMRO - Mouvement national bulgare (coalisés en 2014 dans le Front patriotique) et l'Union nationale Attaque.